# 八幡神社 (狭山市)
八幡神社（はちまんじんじゃ）は、埼玉県狭山市入間川にある神社。地名を冠して狭山八幡神社（さやまはちまんじんじゃ）とも称される。

## 概要
狭山市駅の西方、狭山市役所前の県道50号（狭山中央通り）を北西へと進んだ先に鎮座している。
過去の数度の火災による古記録の焼失により、その創建年は不詳だが、社宝「砂破利のつぼ」の推定年代から、室町時代初期と推定されている。
同社に残る『八幡神社縁起』によると、元弘3年（1333年）5月に新田義貞が鎌倉幕府を攻めるため当地へ兵を進めた際、戦勝祈願に参拝したとあり、境内には義貞が馬をつないだという「駒つなぎの松」がある。

## 祭神
- 応神天皇

## 境内社
- 思兼神社（八意思兼神・聖徳太子、太子さま）
- 琴平神社（こんぴらさま）
- 八雲神社（天王さま）
- 大鷲神社（市神さま・お酉さま）

## 文化財
- 本殿 - 市指定文化財
- 八幡神社鹿子舞 - 市指定文化財
- さはりの壷 - 県指定文化財